# Zemětřesení v severním Chile 2014
K zemětřesení v severním Chile 2014 s maximální intenzitou VIII (velice silné) na Mercalliho stupnici došlo večer 1. dubna 2014. Mělo sílu 8,2 stupně momentové škály a jeho epicentrum leželo 95 km severozápadně od města Iquique. Tsunami měřila okolo dvou metrů.

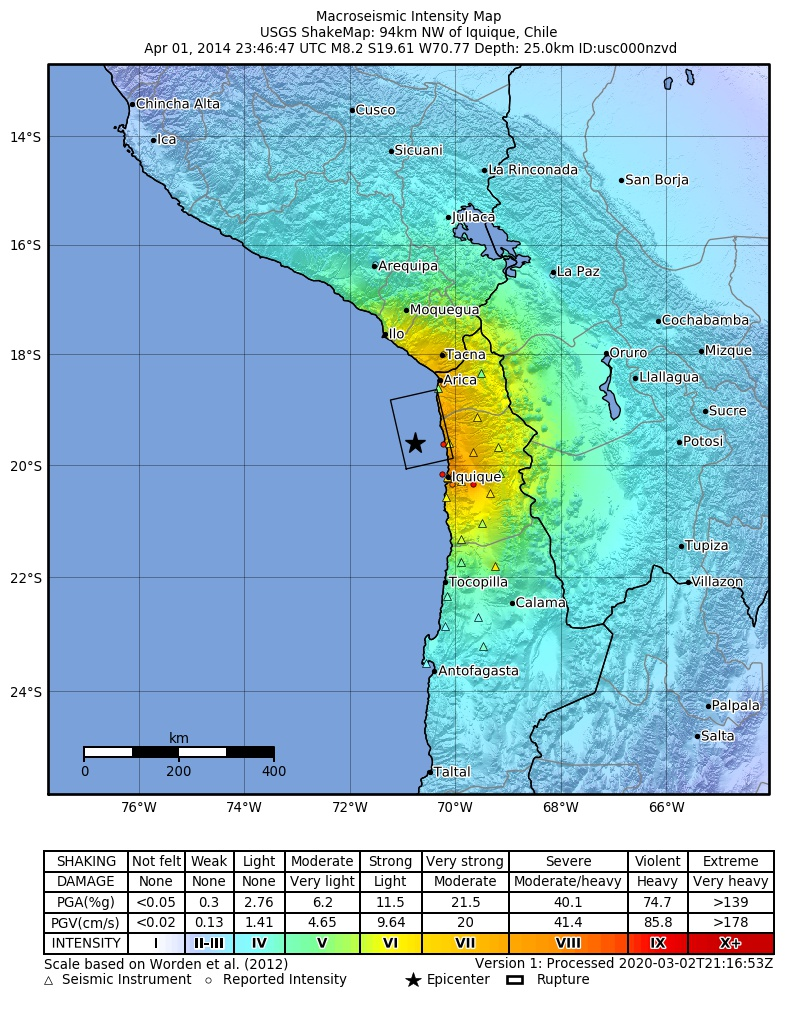
Síla zemětřesení podle Merc. stupnice

Jedná se o nejsilnější zemětřesení na světě v roce 2014; zemřelo při něm 6 lidí (většinou na infarkt) a 9 jich bylo zraněno.